# Erebia guttata
Erebia guttata är en fjärilsart som beskrevs av Goltz 1914. Erebia guttata ingår i släktet Erebia och familjen praktfjärilar. Inga underarter finns listade i Catalogue of Life.